# … som en tjuv om natten
… som en tjuv om natten är en svensk komedifilm från 1940 i regi av Börje Larsson.

## Handling
Den unge mannen Nisse Ekberg befinner sig i San Francisco men vill komma hem till Sverige. Nisse är inte direkt någon hederlig typ och när han av misstag blir tagen för en svensk, en viss Göran Bergsten låtsas han vara denne för att på så vis få komma hem igen.
Väl hemma övertalas han av en kriminell kamrat att fortsätta spela denne försvunne person eftersom dennes familj äger en kassaskåpsfabrik. Nisse fylls dock av ånger eftersom alla i familjen är så vänliga mot honom. Han förälskar sig också i Göran Bergstens kusin.

## Om filmen
Filmen hade Sverigepremiär i Malmö den 18 mars 1940. I den här filmen har ovanligt många "klassiska" svenska skådespelare roller. Filmen har visats på SVT.

## Rollista i urval
- Sture Lagerwall - Nils "Nisse" Ekberg
- Birgit Tengroth - Anne-Marie, Göran Bergstens kusin
- Hilda Borgström - fru Bergsten, Göran Bergstens farmor
- Thor Modéen - "Klock-Johan"
- Sigurd Wallén - kontorschefen Grundell
- Carin Swensson - Alfhild, Bergstens köksa
- Gunnar Olsson - Nisses kumpan Albert
- Dagmar Ebbesen - Amelie Modin
- Nils Poppe - direktör Gotthard Svalling
- Gösta Cederlund - kommissarie Hallberg
- Stig Järrel - Bengtsson
- Carl Ström - Svensson, man som gör Nisse sällsap på en krog i San Francisco
- Hugo Björne - svensk konsul i San Francisco
- Ragnar Widestedt - ingenjör Engvall
- John Botvid - Andersson, portvakten
- Ingrid Envall - hembiträdet Ester
- Ollars-Erik Landberg - överkonstapel
- Inga-Lill Åhström - Vera, kvinna på arbetsstugan
- Ruth Weijden - fröken Ljungberg
- Anders Frithiof - slottsvaktmästaren
- Axel Högel - verkmästare
- Gun Schubert - "telefonväxeln"
- Gerd Mårtensson - servitris